# Jarell Quansah
Jarell Amorin Quansah (Warrington, 29 januari 2003) is een Engels-Schots voetballer die doorgaans speelt als centrale verdediger. In juli 2025 verruilde hij Liverpool voor Bayer Leverkusen.

## Clubcarrière
Quansah speelde vanaf zijn vijfde levensjaar in de jeugdopleiding van Liverpool. In februari 2021 tekende hij hier zijn eerste professionele contract. Nadat hij enkele keren zonder in te vallen op de reservebank had gezeten, werd de verdediger in januari 2023 voor een half seizoen verhuurd aan Bristol Rovers. Hier speelde hij zestien wedstrijden in de League One.
Na zijn terugkeer mocht hij zich aansluiten bij het eerste elftal en op 27 augustus 2023 debuteerde Quansah voor Liverpool. In de Premier League mocht hij tegen Newcastle United, dat door een treffer van Anthony Gordon op voorsprong stond, van coach Jürgen Klopp invallen voor Joël Matip. Uiteindelijk won Liverpool met 1–2 door twee doelpunten van Darwin Núñez. Zijn eerste professionele doelpunt maakte hij op 14 december 2023, in de UEFA Europa League tegen Union Sint-Gillis. Door doelpunten van Mohamed Amoura en Cameron Puertas ging het duel met 2–1 verloren. In oktober 2024 tekende Quansah een nieuw contract bij Liverpool, minimaal tot en met het seizoen 2027/28.
Tijdens het seizoen 2024/25 speelde Quansah onder leiding van coach Arne Slot dertien wedstrijden in de Premier League en hij speelde zo een rol in het binnenhalen van het landskampioenschap. In de zomer na het winnen van die titel verliet hij de club waar hij zeventien jaar eerder in de jeugd was begonnen; voor een bedrag van circa vijfendertig miljoen euro maakte de verdediger de overstap naar Bayer Leverkusen, waar hij zijn handtekening zette onder een verbintenis voor de duur van vijf seizoenen.

## Clubstatistieken
| Seizoen | Club             | Competitie     | Competitie | Competitie | Beker | Beker | Internationaal | Internationaal | Totaal | Totaal |
| Seizoen | Club             | Competitie     | Wed.       | Dlp.       | Wed.  | Dlp.  | Wed.           | Dlp.           | Wed.   | Dlp.   |
| ------- | ---------------- | -------------- | ---------- | ---------- | ----- | ----- | -------------- | -------------- | ------ | ------ |
| 2022/23 | Liverpool        | Premier League | 0          | 0          | 0     | 0     | 0              | 0              | 0      | 0      |
| 2022/23 | → Bristol Rovers | League One     | 16         | 0          | 0     | 0     | —              | —              | 16     | 0      |
| 2023/24 | Liverpool        | Premier League | 17         | 2          | 9     | 0     | 7              | 1              | 33     | 3      |
| 2024/25 | Liverpool        | Premier League | 13         | 0          | 8     | 0     | 4              | 0              | 25     | 0      |
| 2025/26 | Bayer Leverkusen | Bundesliga     | 0          | 0          | 0     | 0     | 0              | 0              | 0      | 0      |
| Totaal  | Totaal           | Totaal         | 46         | 2          | 17    | 0     | 11             | 1              | 74     | 3      |

Bijgewerkt op 2 juli 2025.

## Interlandcarrière
In mei 2024 werd Quansah door bondscoach Gareth Southgate opgenomen in de voorselectie van het Engels voetbalelftal voor het EK 2024 in Duitsland. Hij viel echter af voor de definitieve selectie.

## Erelijst
| Competitie     |           |           |           |           |
| Competitie     | Aantal    | Jaren     |           |           |
| Liverpool      | Liverpool | Liverpool | Liverpool | Liverpool |
| -------------- | --------- | --------- | --------- | --------- |
| Premier League | 1         | 2024/25   |           |           |
| EFL Cup        | 2         | 2023/24   |           |           |
| Engeland –21   |           |           |           |           |
| EK –21         | 1         | 2025      |           |           |